# 岡田正三
岡田 正三（おかだ しょうぞう、1902年 - 1980年）は、ギリシア哲学などの研究者、神戸大学教授。戦前から漢文古典に関する著書を著し、戦後夕刊京都新聞編集責任者、のち神戸大学教授を務めた。

## 著書
- 漢文音読論 政経書院 1932
- 詩経 国風篇 第一書房 1933
- 論語講義 第一書房 1934
- 音読漢文自習書 第一書房 1935
- 孟子講義 第一書房 1935
- 無門関の構造研究 第一書房 1936
- 大学・中庸・孝経講義 第一書房 1936
- 老子心解 第一書房 1937

## 翻訳
- プラトン全集 第1-5 第一書房 1933-1934
- プラトン全集 第6巻 河出書房 1944
- プラトン全集 第1-9巻 全国書房 1946-1949